# G-Sides
G-Sides fou una col·lecció de cares-B de la banda virtual Gorillaz que es va publicar el 12 de desembre de 2001, inicialment només al Japó, posteriorment als Estats Units, Europa i altres països. Les versions nord-americana i australiana tenien la mateixa portada amb la Noodle aguantant un ninot de Godzilla, mentre que en la resta de versions aguantava un ninot d'un esquelet. L'àlbum va arribar a les posicions 65 i 84 en les llistes UK Album Chart i US Billboard 200 respectivament.

## Llista de cançons
Totes les cançons són escrites i compostes per Gorillaz.
| 1.            | «19-2000» (Soulchild Remix)                | 3:27  |
| 2.            | «Dracula»                                  | 4:44  |
| 3.            | «Rock the House» (radio edit)              | 3:00  |
| 4.            | «The Sounder»                              | 4:29  |
| 5.            | «Faust»                                    | 3:47  |
| 6.            | «Clint Eastwood» (Phi Life Cypher version) | 4:54  |
| 7.            | «Ghost Train»                              | 3:56  |
| 8.            | «Hip Albatross»                            | 2:44  |
| 9.            | «Left Hand Suzuki Method»                  | 3:08  |
| 10.           | «12D3»                                     | 3:25  |
| 11.           | «Clint Eastwood» (vídeo)                   | 4:34  |
| 12.           | «Rock the House» (vídeo)                   | 3:40  |
| Durada total: | Durada total:                              | 35:54 |

| 1.            | «19-2000» (Soulchild Remix)                        | 3:27  |
| 2.            | «Latin Simone (Que Pasa Contigo)» (versió anglesa) | 3:38  |
| 3.            | «19-2000» (The Wiseguys House of Wisdom Remix)     | 7:13  |
| 4.            | «The Sounder» (edit)                               | 4:29  |
| 5.            | «Faust»                                            | 3:47  |
| 6.            | «Clint Eastwood» (Phi Life Cypher version)         | 4:54  |
| 7.            | «Ghost Train»                                      | 3:56  |
| 8.            | «Hip Albatross»                                    | 2:44  |
| 9.            | «12D3»                                             | 3:25  |
| Durada total: | Durada total:                                      | 35:33 |

| 1.            | «19-2000» (Soulchild Remix)                        | 3:27  |
| 2.            | «Latin Simone (Que Pasa Contigo)» (versió anglesa) | 3:38  |
| 3.            | «19-2000» (The Wiseguys House of Wisdom Remix)     | 7:13  |
| 4.            | «The Sounder» (edit)                               | 4:29  |
| 5.            | «Faust»                                            | 3:47  |
| 6.            | «Clint Eastwood» (Phi Life Cypher version)         | 4:54  |
| 7.            | «Ghost Train»                                      | 3:56  |
| 8.            | «Hip Albatross»                                    | 2:44  |
| 9.            | «12D3»                                             | 3:25  |
| 10.           | «Dracula»                                          | 4:44  |
| 11.           | «Rock the House» (radio edit)                      | 3:00  |
| 12.           | «Left Hand Suzuki Method»                          | 3:08  |
| 13.           | «Clint Eastwood» (vídeo)                           | 4:34  |
| 14.           | «Rock the House» (vídeo)                           | 3:40  |
| 15.           | «19-2000» (vídeo)                                  | 3:27  |
| 16.           | «Noodle Fight» (videojoc)                          |       |
| Durada total: | Durada total:                                      | 46:25 |